# Aleksandr Vladimirovič Konovalov
Aleksandr Vladimirovič Konovalov (in russo: Алекса́ндр Влади́мирович Конова́лов; Leningrado, 9 giugno 1968) è un politico e avvocato russo.
Ha i gradi civile di Consigliere di Stato effettivo della Federazione Russa di 1ª classe e di Consigliere di Stato effettivo di Justitia della Federazione Russa.

## Biografia
Nativo di Leningrado, nel 1992 si laureò in giurisprudenza all'Università di San Pietroburgo e fu subito assunto presso l'ufficio del procuratore di tale città, dove rimase fino al 2005.
Dal febbraio al novembre 2005 fu il procuratore capo della Baschiria. Dal 14 novembre 2005 al maggio 2008 fu il delegato plenipotenziario del presidente Vladimir Putin nel Circondario federale del Volga. Ministro della giustizia dal maggio 2008, il 15 gennaio 2020, rassegnò le proprie dimissioni dal governo, a seguito del programma di riforme costituzionali annunciate da Putin in un discorso tenuto davanti alla Duma. Konovalov era stato uno dei pochi ministri nominati dal premier Dmitri Medvedev e non dal presidente russo.

## Opere
- (FR)  Les relations russo-américaines de 1991 à 2000, in La revue internationale et stratégique, n. 38-2000, IRIS Press, Parigi, OCLC 987407566, pp. 184-198